# Salha Nasraoui
Salha Nasraoui (arabe : صالح النصراوي) est une actrice tunisienne.

## Filmographie

### Cinéma
- 2005 : Junun de Fadhel Jaïbi
- 2012 : Patience amère (Suçon) de Nasreddine Shili
- 2024 : La Source de Meryam Joobeur : Aicha

### Télévision
- 2007 : Kamanjet Sallema de Hamadi Arafa : Thouraya Abdelmaksoud
- 2015 : Le Risque de Nasreddine Shili : Mariem[1]

## Théâtre
- 2001 : Junun, texte de Jalila Baccar avec une mise en scène de Fadhel Jaïbi[2]
- 2006 : Ichkabad, texte de Taoufik Jebali et Mohamed Raja Farhat avec une mise en scène de Lotfi Achour (El Teatro)[3]
- 2006 : Antigone, d’après Sophocle, Friedrich Hölderlin et Philippe Lacoue-Labarthe, adaptation libre de Sonia Zarg Ayouna et mise en scène de Noureddine El Ati[4]
- 2009 : Valises, texte de Youssef Bahri et mise en scène de Jaafar Guesmi[5]
- 2010 : Hodna, texte et mise en scène de Salha Nasraoui
- 2015 : Borj Loussif de Chedly Arfaoui, adaptation de la pièce La Chatte sur un toit brûlant de Tennessee Williams[6]